# Arvid Brorsson
Arvid Brorsson (sinh ngày 8 tháng 5 năm 1999) là một hậu vệ bóng đá người Thụy Điển hiện tại thi đấu cho Örebro tại Allsvenskan.
Anh có màn ra mắt cho Örebro vào ngày 17 tháng 5 năm 2017 trong thất bại 0–2 tại Allsvenskan trên sân nhà trước Sundsvall.